# Preska nad Kostrevnico
Preska nad Kostrevnico – wieś w Słowenii, w gminie Šmartno pri Litiji. W 2018 roku liczyła 96 mieszkańców.